# إيس (محرر)

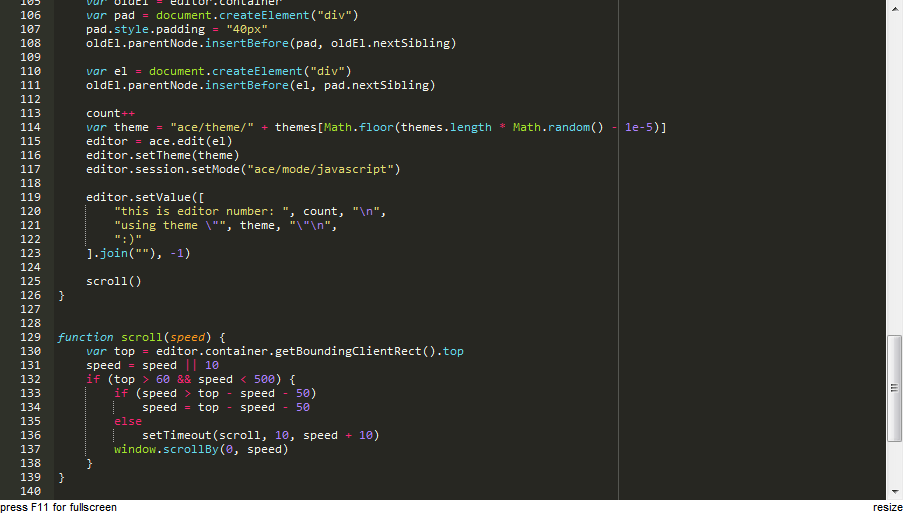
اقتباس شاشة لمحرر ايس

إيس محرر مفرد للنصوص البرمجية مستقل صمم بلغة جافا سكريبت. اسمه اختصار Ajax.org Cloud9 Editor. الهدف الرئيسي منه هو انشاء محرر أكواد قائم على الويب.